# Станислав Петров (монах)
Станислав Петров е католически мирски свещеник, учител, първият българин издигнат за духовник през XIX в. в Никополската епархия.

## Биография
Иван Петров Джоджов е роден през 1859 г. в село Ореш, Свищовско. Учи първоначално в католическото училище и след това 12 години в духовната семинария в село Чопля (днес в границите на град Букурещ), в Румъния. Завършва семинарията през 1883 г. и приема монашеско име Станислав. На 2 юни 1884 г. е ръкоположен за свещеник от епископ Иполит Агосто в родното си село.
От 1885 до 1892 г. е секретар на епископа, ректор и преподавател в новооснованата семинария в Русе и директор на частното мъжко католическо училище към катедралата в Русе.
През 1892 г. е поканен от Беленското общинско управление за главен учител в селото, където отново се очертава сериозно напрежение в католическата общност. Подкрепян от общинската управа, околийската администрация и очевидно от някои политически сили, новоназначеният учител прави всичко възможно да превърне напрежението за финансиране на католическата енория в открит конфликт.
През април 1892 г. част от католиците в Белене прогонват енорийския свещеник Онорат Карлесимо и помощника му Силвестър Лила. Окуражен от този акт, без разрешение от епископа Станислав Петров започва да извършва църковни служби в Белене и околните католически села. Отгласът от скандала в Белене и разколническата дейност на Станислав Петров достигат чак до Конгрегацията за пропаганда на вярата в Рим. 
Нейният префект кардинал Симеони внимателно следи развитието на конфликта и още на 12 март 1892 г. изисква от епископ Иполит Агосто подробни обяснения и документирани опровержения на „опозоряващите слухове“ за някои от католическите свещеници в епархията. От Рим разпореждат за възбуждане на наказателен духовен процес според каноните на Католическата църква срещу Станислав Петров и след запознаване с обвиненията потвърждават наложеното му наказание – суспендиране на свещеническите права и лишаване от право на църковни тайнства в продължение на 6 месеца.
По случайно стечение на обстоятелствата на 11 ноември 1893 г., точно в разгара на вълненията в Белене, умира епископ Иполит Агосто, който по онова време пребивава в селото. Смъртта на епископа бележи кулминацията на размириците в Белене, след която градусът на напрежението постепенно започва да спада. Без достатъчно широка опора сред жителите на селото Станислав Петров е принуден да признае провинението си и да търси прошка от епархийската власт. На 29 август 1894 г. подписва „покаяние“, с което признава вината си. След прочитането на тази клетвена декларация по всички храмове в епархията Станислав Петров е реабилитиран и по-късно получава назначение за енорийски свещеник.
През 1895 г. Станислав Петров е назначен за свещеник първо в енорията „Христос Спасител Възнесение Господне“ във Видин, а после в „Блажена Дева Мария на Броеницата“ в Търново.
През 1902 г. е преместен в енорията „Свети Архангел Михаил“ в Трънчовица, където работи като енорийски свещеник до 1919 г. След това е назначен за енорийски свещеник в енорията във Велико Търново.
През 1930 г. получава апоплектичен удар и остатъка от живота си прекарва прикован на легло в родното си село Ореш, където умира на 15 март 1937 г.